# Лоте Копеки
Лоте Копеки (на нидерландски: Lotte Kopecky, [ˈlɔtə koːˈpɛki]), среща се и като Лоте Копецки, е белгийска колоездачка на шосе и писта, многократна златна медалистка от световни шампионати за жени на Международния съюз по колоездене (UCI Track Cycling World Championships).
През 2023 г. влиза в историята, като донася на родната си Белгия първата световна титла на шосе след победата на Никол ван ден Брук през 1973 г.
Взема участие в летните олимпийски игри през 2020 г. в Токио, където завършва четвърта в индивидуалното шосейно състезание. През 2022 г. печели класическите състезания Strade Bianche и Tour of Flanders, през 2023 г. успешно защитава титлата си от Обиколката на Фландрия, а през 2024 г. отново триумфира на Strade Bianche. През същата година се класира на второ място в Тур дьо Франс за жени (Tour de France Femmes) и печели първия етап и класирането по точки. През 2024 г. триумфира в надпреварата Париж-Рубе за жени.
Брат ѝ – Сепе Копецки – който я насочва към колоезденето и участва в състезания по триатлон, умира внезапно през 2023 г. на 29-годишна възраст. Четири дни след смъртта му Лоте Копеки печели еднодневното състезание „Нокере Курсе“ в Белгия. През 2023 г. и през 2024 г. Копеки завършва първа в шосейното състезание на Световното първенство.